# Distrito electoral 6 (Illinois)
El distrito electoral de 6 (en inglés: Precinct 6) es un distrito electoral ubicado en el condado de Monroe en el estado estadounidense de Illinois. En el Censo de 2010 tenía una población de 989 habitantes y una densidad poblacional de 9,39 personas por km².

## Geografía
Según la Oficina del Censo de los Estados Unidos, tiene una superficie total de 105.34 km², de la cual 103.43 km² corresponden a tierra firme y (1.81%) 1.91 km² es agua.

## Demografía
Según el censo de 2010, había 989 personas residiendo en el distrito electoral de 6. La densidad de población era de 9,39 hab./km². De los 989 habitantes, el distrito electoral de 6 estaba compuesto por el 98.28% blancos, el 0.2% eran afroamericanos, el 0.61% eran amerindios, el 0.2% eran asiáticos, el 0% eran isleños del Pacífico, el 0.1% eran de otras razas y el 0.61% pertenecían a dos o más razas. Del total de la población el 1.31% eran hispanos o latinos de cualquier raza.